# Nuoto ai XVI Giochi paralimpici estivi - Donne 150 metri misti
Le gare di nuoto 150 metri misti donne ai XVI Giochi paralimpici estivi si sono svolte il 28 agosto 2021 presso il Tokyo Aquatics Centre. 

## Programma
È stato disputato un solo evento, articolato in una serie di due batterie di qualificazione in mattinata; la finale è stata disputata nel pomeriggio/sera del medesimo giorno.

## Risultati
Tutti i tempi sono espressi in secondi. Di fianco al nome dell'atleta, tra parentesi, è indicata la classificazione in cui apparteneva, qualora differente da quella della competizione.

### SM4
| Pos. | Atleta                  | Nazione     | Tempo   | Note |
| ---- | ----------------------- | ----------- | ------- | ---- |
|      | Liu Yu                  | Cina        | 2:41,91 |      |
|      | Zhou Yanfei             | Cina        | 2:47,41 |      |
|      | Nataliia Butkova        | RPC         | 2:53,25 |      |
| 4    | Marta Fernandez Infante | Spagna      | 2:59,13 |      |
| 5    | Leanne Smith (SM3)      | Stati Uniti | 3:07,07 |      |
| 6    | Nely Miranda            | Messico     | 3:08,71 |      |
| 7    | Maryna Verbova          | Ucraina     | 3:09,17 |      |
| 8    | Susana Schnarndorf      | Brasile     | 3:11,54 |      |